# Falsonyctopais lamottei
Falsonyctopais lamottei là một loài bọ cánh cứng trong họ Cerambycidae.